# ایران (روزنامه)
ایران روزنامه‌ای فرهنگی، اجتماعی، سیاسی و اقتصادی در ایران است. نخستین شماره این روزنامه در ۱ بهمن ۱۳۷۳ منتشر شد. دفتر این روزنامه در خیابان خرمشهر تهران واقع شده‌است. روزنامه ایران یکی از نشریات مؤسسه فرهنگی و مطبوعاتی ایران است که توسط فریدون وردی‌نژاد بنا نهاده شده‌است. صاحب امتیاز این روزنامه مؤسسه فرهنگی-مطبوعاتی ایران وابسته به خبرگزاری ایرنا است. در رتبه‌بندی روزنامه‌های ایران بر پایهٔ عملکردشان در بازهٔ نیمه دوم ۱۳۹۳ توسط وزارت فرهنگ و ارشاد اسلامی؛ روزنامه ایران مشترکاً به همراه روزنامه دنیای اقتصاد با ۷۸ امتیاز، رتبه دوم را داشت. همچنین در رتبه‌بندی روزنامه‌های ایران بر پایه عملکردشان در بازهٔ نیمه دوم ۱۳۹۴ توسط وزارت فرهنگ و ارشاد اسلامی؛ روزنامهٔ ایران با ۸۰٫۶ امتیاز، رتبهٔ سوم را کسب کرد.

## شبکه اجتماعی
این روزنامه به عنوان یکی از روزنامه‌های ایرانی در مهرماه سال ۱۳۹۵ به شبکه اجتماعی توییتر پیوست و از آن زمان انتشار اخبار و مطالب روزنامه را در این شبکه اجتماعی آغاز نموده‌است. حساب کاربری روزنامه ایران در آبان ماه ۱۳۹۵ رسماً از سوی توییتر تأیید گردید. تا تاریخ ۱۰ بهمن ماه ۱۳۹۸ تعداد دنبال کنندگان این حساب کاربری به عدد ۱۰۴۷۰۰ نفر رسیده‌است.

نمایه حساب کاربری روزنامه ایران در توییتر در تاریخ آذر

## پایگاه شبکه ایران
«پایگاه شبکه ایران» یک وب‌گاه خبری ایرانی متعلق به مؤسسه فرهنگی مطبوعاتی ایران بود که از سال ۱۳۸۶ تا پایان ۱۳۹۲ فعالیت می‌کرد. نزدیک ۳۰ نفر در این وب‌گاه کار می‌کردند. بنا بر اطلاعات الکسا، نشانی اینترنتی این وب‌گاه یعنی inn.ir‏ رتبه ۶۷۴ را در میان پربازدیدترین وب‌گاه‌های اینترنتی ایرانی دارا بود.

### تعطیلی
این وب‌گاه در ساعت ۱۳:۰۹ روز ۲۶ اسفند ۱۳۹۲ خبر تعطیلی خود را منتشر کرد، اما وعده داد که پس از مدتی با نام و طراحی جدیدی آغاز به‌کار خواهد کرد. گفته می‌شود دلیل تعطیلی این وب‌گاه مشکلات مالی بوده‌است.

خوانندگان گرانقدر... شبکه ایران، سایت موسسه فرهنگی مطبوعاتی ایران، با توجه به برنامه باز تعریف دوباره ماموریتش و نگرش مجدد در نحوه اطلاع‌رسانی فعالیت خود را موقتاً متوقف می‌کند. موسسه فرهنگی مطبوعاتی ایران با پوزش فراوان از خوانندگان و دوستداران شبکه ایران، امیدوار است در آینده نزدیک این سایت با طراحی جدید و با نام «ایران آن‌لاین» ماموریت اطلاع‌رسانی شبانه‌روزی خود به شما عزیزان را از سر گیرد.

خبر پایگاه شبکه ایران در مورد تعطیلی‌اش، ۲۶ اسفند ۱۳۹۲، ساعت ۱۳:۰۹‏

### ایران آنلاینبه طور رسمی رونمایی شد
همزمان با هفدهم مرداد و روز خبرنگار در مراسمی با حضور محمد خدادی مدیرعامل سازمان خبرگزاری جمهوری اسلامی، محمدتقی روغنی ها مدیرمسئول موسسه فرهنگی مطبوعاتی ایران ، خبرنگاران و کارکنان این موسسه به طور رسمی از سایت ایران آنلاین رونمایی شد.

## نسخه آنلاین
ایران آنلاین یک پایگاه خبری است که هفدهم مرداد ۱۳۹۴ و همزمان با روز خبرنگار در مراسمی با حضور محمد خدادی مدیرعامل سابق ایرنا، محمدتقی روغنی‌ها مدیرمسئول سابق مؤسسه فرهنگی مطبوعاتی ایران، خبرنگاران و کارکنان این مؤسسه به‌طور رسمی رونمایی شد. این پایگاه خبری متعلق به مؤسسه فرهنگی و مطبوعاتی ایران می‌باشد که در حوزه‌های سیاسی، فرهنگی، اقتصادی، اجتماعی، ورزشی، بین‌الملل، فناوری، ایران زمین به تولید خبر و محتوا می‌پردازد. در حال حاضر سردبیری این پایگاه خبری بر عهده حامد طالبی است.
برنامه رادیویی
پایگاه خبری ایران آنلاین اولین ویژه برنامه رادیویی خود را در تاریخ ۲۹ آذر ماه ۱۳۹۷ منتشر کرد. این ویژه برنامه که در قالب پادکست هر شب ساعت بیست منتشر می‌شود به مهم‌ترین مسایل خبری روز می‌پردازد.
نشریه الکترونیکی
در تاریخ هفتم مهرماه ۱۳۹۷ پیش‌شماره چهارم نشریه الکترونیکی ایران عصر در قالب نسخه الکترونیکی منتشر گردید. این نشریه که به‌عنوان نشریه زیرمجموعه روزنامه ایران تلقی می‌شود. اخبار و حوادث روز را پوشش داده و عصرها منتشر می‌گردد.

## دوران ریاست جمهوری محمود احمدی‌نژاد

### جنجال ویژه‌نامه خاتون
در پی انتشار ویژه نامه ۲۵۸ صفحه‌ای روزنامه ایران به نام «ویژه‌نامه خاتون ۱» در مرداد ماه ۱۳۹۰، عده‌ای از فعالان سیاسی، دست‌اندرکاران این ویژه‌نامه را متهم به زیر سؤال بردن چادر سیاه کردند که در جمهوری اسلامی ایران، از آن به عنوان «حجاب اسلامی برتر» یاد می‌شود.
خبرسازترین مطلب منتشر شده در این ویژه‌نامه، مصاحبه مهدی کلهر بود که رنگ سیاه چادر را تقلیدی از لباس مشکی مردان و زنان غربی در «مجلس‌های شبانه عیاشی اروپا» در زمان ناصرالدین شاه دانسته و گفت: «از لحاظ فلسفه حجاب که در قرآن آمده که زن خودش را در مقابل تیر نگاه هیز مردان قرار ندهد، قطعاً چادر بدترین پوشش است چون چهره زن را قاب می‌کند.»

### حمله به دفتر روزنامه ایران
پس از محکومیت علی‌اکبر جوانفکر، مدیر مسئول وقت ایران به یک سال زندان، در ۳۰ آبان ۱۳۹۰، وی با برگزاری یک نشست مطبوعاتی در دفتر روزنامه ایران اظهارات خود در گفتگو با روزنامه اعتماد را تکرار کرد و به حکم صادر شده اعتراض کرد.
مأموران امنیتی دادستانی تهران در همین روز به ساختمان روزنامه ایران یورش برده و علی‌اکبر جوانفکر را بازداشت کردند. تلاش برای دستگیری وی با مقاومت برخی کارکنان روزنامه ایران روبرو شد و مصیب نعیمی مدیر مسئول روزنامه الوفاق و ۳۹ تن از خبرنگاران و کارکنان روزنامه ایران بازداشت شدند. عبدالرضا سلطانی، خبرنگار سیاسی ایرنا که جهت پوشش خبری در دفتر روزنامه ایران حضور پیدا کرده بود، مورد ضرب و شتم مأموران قرار گرفت و وضعیت وی وخیم گزارش شد. همه کیس‌ها و مدارک روزنامه ایران نیز توقیف شد.
عباس جعفری دولت‌آبادی، دادستان کل تهران، دربارهٔ بازداشت علی‌اکبر جوانفکر گفت: «در پی مصاحبه روز شنبه علی اکبر جوانفکر با یکی از روزنامه‌های کشور و طرح مسایل خلاف واقع و تنش آفرین، اطلاع حاصل شد که مشارٌالیه قصد دارد روز دوشنبه هم با برگزاری نشستی مطبوعاتی این اظهارات را تکرار کند. حسب گزارش واصله متأسفانه علی‌رغم ادعای قانون گرایی، جوانفکر در قبال دستور قضایی و اقدام مأموران مقاومت کرده و با تماس‌های تلفنی و حضور در جمع کارکنان مؤسسه موجب تحریک کارکنان و ایجاد اخلال و بی نظمی در روند کاری روزنامه شد که پس از این حوادث حسب دستور دادستان، مأموران محل را ترک کردند.»
علی‌اکبر جوانفکر نیز پس از این بازداشت گفت: «اقدامات این افراد، همکارانم در روزنامه ایران به شدت برآشفتند و نیروهای دادستانی در ساختمان گاز اشک‌آور انداختند و سعی در وارد شدن کردند، تعدادی از خبرنگاران روزنامه ایران را بازداشت کردند و با خود بردند و یکی از همکاران من را با شوک الکترونیکی زدند و اکنون وضعیت خوبی ندارد.»
با اعتراض محمود احمدی‌نژاد به این بازداشت، جوانفکر آزاد شد.
روزنامه ایران روز پس از این حملات در اعتراض به بازداشت جوانفکر، با تیتر سفید منتشر شد. گزارشگران بدون مرز نیز توقیف روزنامه اعتماد و بازداشت کارکنان روزنامه ایران را محکوم کردند.

## نگاره‌هایی از ضمیمه‌های روزنامه ایران

صفحه نخست روزنامه ایران از اولین شماره این روزنامه در تاریخ ۱ بهمن ماه ۱۳۷۳
صفحه نخست روزنامه ایران در تاریخ اول بهمن ماه ۱۳۹۷ دربیست و پنج سالگی تأسیس این روزنامه